# Tipula oreada
Tipula oreada är en tvåvingeart som beskrevs av Alexander 1933. Tipula oreada ingår i släktet Tipula och familjen storharkrankar. Inga underarter finns listade i Catalogue of Life.